# Windebyer Noor
Das Windebyer Noor (veraltet: Eckernförder Noor, Schna(a)per Noor und Goos-Noor; dänisch: Vindeby Nor, plattdeutsch: Winnebyer Noor, Winneby-Noor) ist ein 389 ha großer Binnensee in Schleswig-Holstein. Er liegt am Westrand der Stadt Eckernförde, zu deren Gemeindegebiet er gehört. Im Süden und Westen grenzt die namensgebende Gemeinde Windeby an das Ufer des Sees. Ehemalige Anrainer des Sees waren die Gemeinde Borby bis zu ihrer Eingemeindung 1934 (Borbyer Exklave Schnaap) und die Gemeinde Gammelby bis 1973 (Grasholz).
Die mit 13,6 Metern tiefste Stelle des Windebyer Noores liegt im Norden des Sees beim Eckernförder Stadtteil Carlshöhe; in der Mitte ist der See um elf Meter tief. Das Wasser des Windebyer Noors ist leicht salzhaltig (an unterschiedlichen Stellen zwischen über einem und gut zwei PSU). Ausbuchtungen des Windebyer Noors tragen die Bezeichnungen Schnaaper Bucht (Snap Bugt), Norderhake (Nørrehage), Süderhake (Sønderhage), Südbucht (Sydbugt) und Kochendorfer Bucht. Die Norderhake war der Verbindungsarm des Windebyer Noores zum Eckernförder Stadthafen.

## Entstehung und Geschichte
Der See war ehemals direkt als Endteil der Eckernförder Bucht mit der Ostsee verbunden. Die Hohlform des Windebyer Noores entstand als glaziales Zungenbecken während der Weichselvereisung. In dieser Zeit teilte sich der weichseleiszeitliche Ostseegroßgletscher in Schleswig-Holstein in einen „Holsteiner Lobus“ und einen „Eckernförder Lobus“.
Der „Eckernförder Lobus“ wiederum teilte sich im heutigen Eckernförder Gebiet unter Ausnutzung einer (nach Ansicht einiger Geologen schon vor der Eiszeit angelegten) Tiefenlinie der Eckernförder Bucht in eine nördliche („Windebyer Noor-Zunge“) und eine südliche („Wittensee-Goossee-Zunge“) Teileiszunge.
Die Windebyer-Noor-Zunge formte u. a. die Hüttener Berge, die Wittensee-Goossee-Zunge die Duvenstedter Berge. Ein Hinweis auf die glaziale Entstehung ist ein großer Findling im Windebyer Noor, der „Weiße Stein“. Durch Sandablagerungen bildete sich nach der Eiszeit im Laufe der Zeit ein Strandwallsystem (Nehrung), das das Noor allmählich von der Eckernförder Bucht abschloss. Die endgültige Trennung erfolgte erst 1929 durch künstliche Aufschüttungen, nachdem bereits ab 1874 eine Schleuse zwischen dem Binnenhafen und der Norderhake des Noors installiert war. Heute ist das Windebyer Noor nur noch unterirdisch durch einen Kanal mit der Ostsee verbunden. Es existieren inzwischen Pläne der Stadt Eckernförde zur Wiederherstellung einer offenen Verbindung, zu deren Verwirklichung bereits erste Schritte geleistet wurden. Offenbar durch den noch bestehenden Kanal zwängte sich im Juli 2024 ein etwa einjähriger Seehund ins Windebyer Noor.
Archäologische Funde lassen auf eine Besiedlung rund um das Windebyer Noor in der Eisenzeit schließen. Dazu gehören Muschelschalenhaufen und Küchenabfälle, die während des Baus der Eckernförder Umgehungsstraße 1951 an mehreren Stellen gefunden und mittels Pollenanalyse der Eisenzeit zugerechnet werden konnten, dazu gehören die Funde der beiden Moorleichen von Windeby. 1995 wurden mittels eines Sedimentenecholots zwei „fossile Inseln“ im Windebyer Noor entdeckt – möglicherweise handelt es sich dabei um untergegangene Siedlungen, da der Wasserstand der Ostsee und damit des Windebyer Noors zu jener Zeit um einige Meter unter dem heutigen lag.
In der späten Eisen- und Wikingerzeit führte der Osterwall des Danewerks bis an das Windebyer Noor, das damals noch nicht von der Eckernförder Bucht abgeschnitten war, heran. Seit dem 30. Juni 2018 ist der Osterwall Teil des UNESCO-Weltkulturerbes Archäologischer Grenzkomplex Haithabu und Danewerk. Eventuell befand sich am Ende des Osterwalls am Westufer des Noors ein wikingerzeitlicher Hafen.
Zum Bau einer Kanalquerung zwischen Nord- und Ostsee oder von zusätzlichen Stichkanälen wie zum Bau eines Hafens existierten zwischen 1771 und 1918 auch Projekte, bei denen das Windebyer Noor betroffen gewesen wäre. Das größte dieser Projekte war das 1918 veröffentlichte Vorhaben von Hermann Petersen: es sah unter anderem Stichkanäle zur Schlei, zum Nord-Ostsee-Kanal bei Schirnau und zur Eckernförder Bucht etwa über den heutigen Lornsenplatz verlaufend vor sowie die Errichtung großer Hafenanlagen im Noor mit einer Gesamtkailänge von 13,4 Kilometern.
Bis in die 1970er Jahre hinein existierte im Windebyer Noor eine Badeanstalt der Kaserne Carlshöhe.

## Weißer Stein

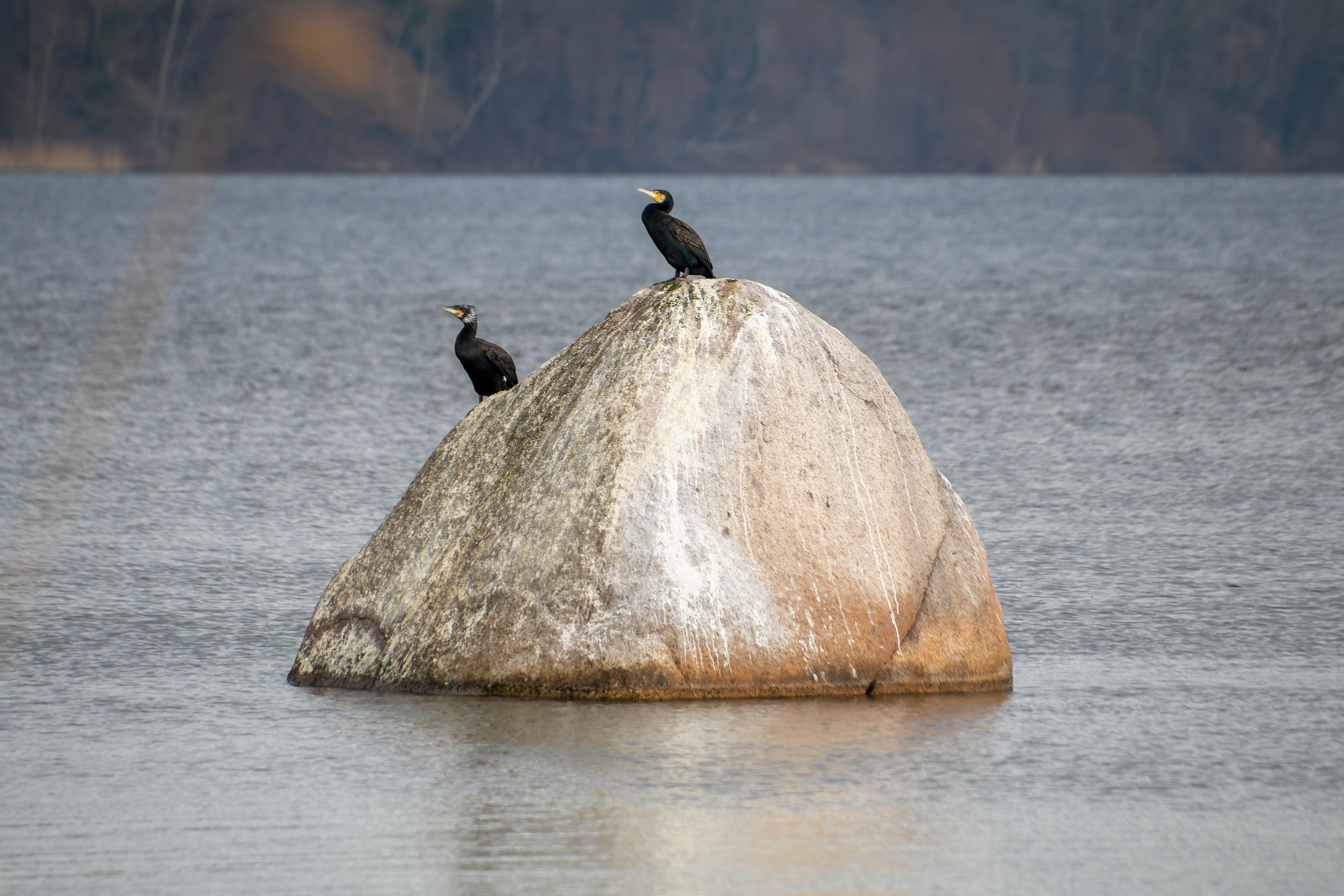
Der Weiße Stein im Windebyer Noor mit rastenden Kormoranen

Der Weiße Stein 54,47583° N, 9,79089° O besteht aus rötlichem Granit und wurde vom heutigen Südschweden in der Weichsel-Eiszeit aus dem Värmland hierher geschoben. Er wiegt etwa 48 Tonnen, ist der sechstgrößte Findling in Schleswig-Holstein und ist seit 1939 als Naturdenkmal ausgewiesen. Seine weiße Farbe stammt vom Kot der hier rastenden Seevögel.

## Situation heute

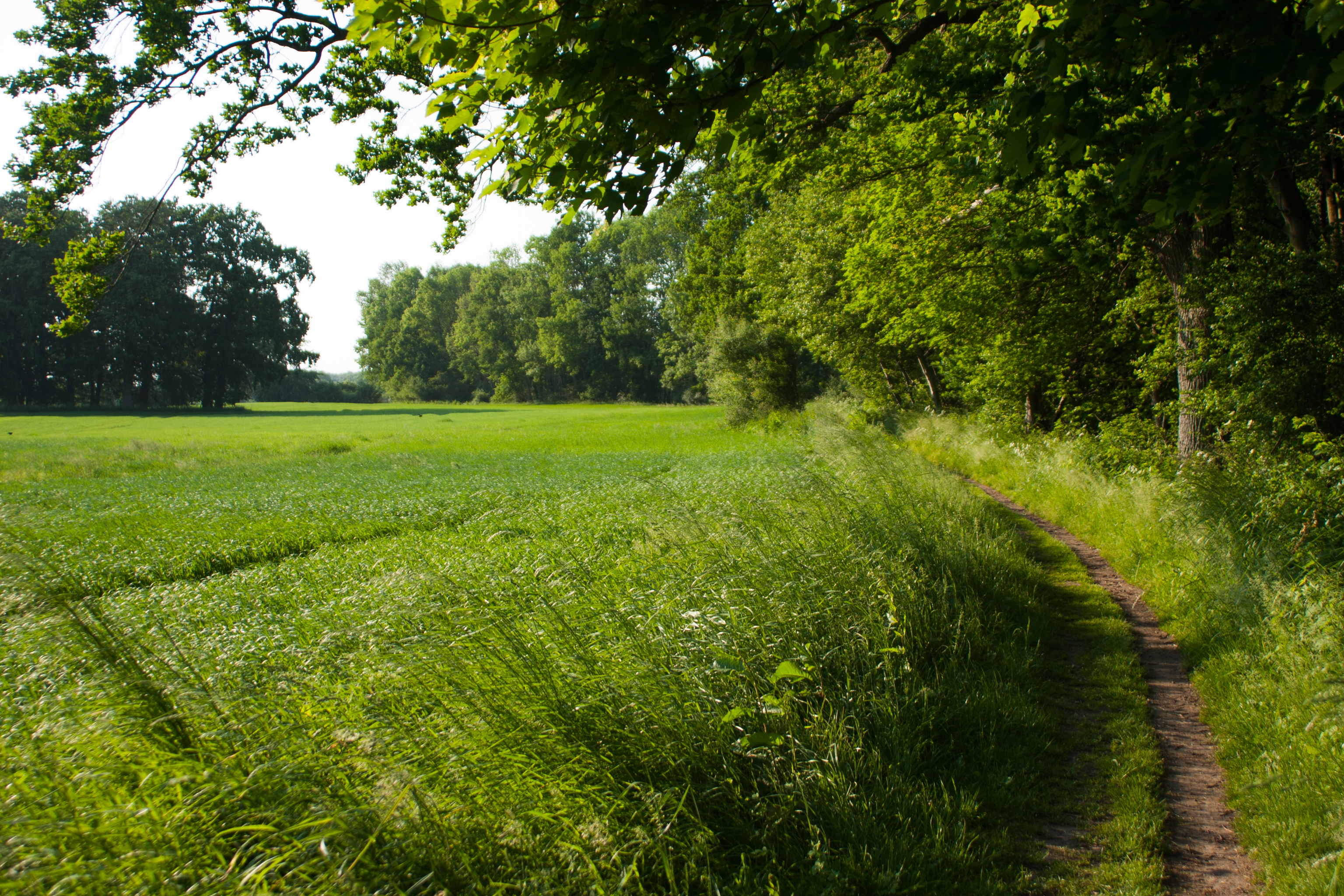
Wanderweg am Windebyer Noor

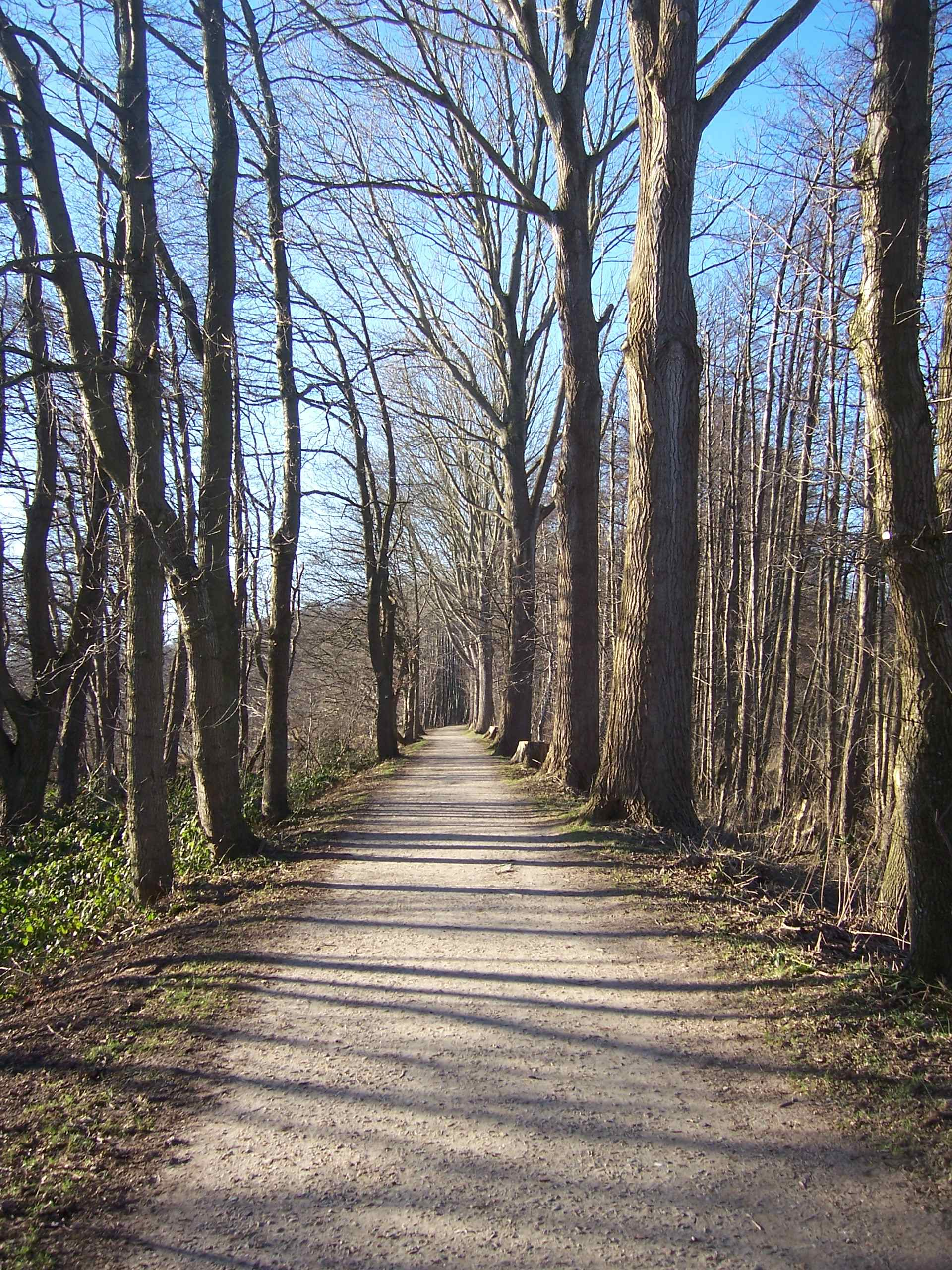
Auch für Fahrräder geeignet

Auf dem über Jahrtausende hindurch aufgespülten Strandwall steht heute die Altstadt von Eckernförde. Der Begriff Noor weist auf den ursprünglichen Zustand hin.
Rund drei Viertel des Windebyer Noores sind von einem Wanderweg, der teilweise auf der alten Eisenbahntrasse der Eckernförder Kreisbahnen von Eckernförde nach Owschlag verläuft, umgeben – die völlige Umrundung ist über Eckernförder Straßen möglich. Da der Wanderweg nicht konsequent direkt am Ufer des gesamten Noores herumführt und etwa ein Viertel ausgespart wurde, sind Bruchwälder und Schilfgürtel in teilweise ungestörter Lage erhalten geblieben.
Das Windebyer Noor ist seit 1957 von einem Berufsfischer-Familienbetrieb inzwischen in dritter Generation gepachtet, der das Noor mit Aal, Barsch, Brasse, Karpfen, Plötze und Zander sowie seit 1990 vermehrt mit Maräne bewirtschaftet. Der Betrieb vermietet zudem Angelboote. Aus der Zeit bis 1929, als noch die Verbindung mit der Ostsee bestand, konnten sich Heringsbestände halten, die in letzter Zeit jedoch abnahmen. Diese Heringe erreichen mit etwa 15 cm eine geringere Größe als die im offenen Meer.

## Galerie

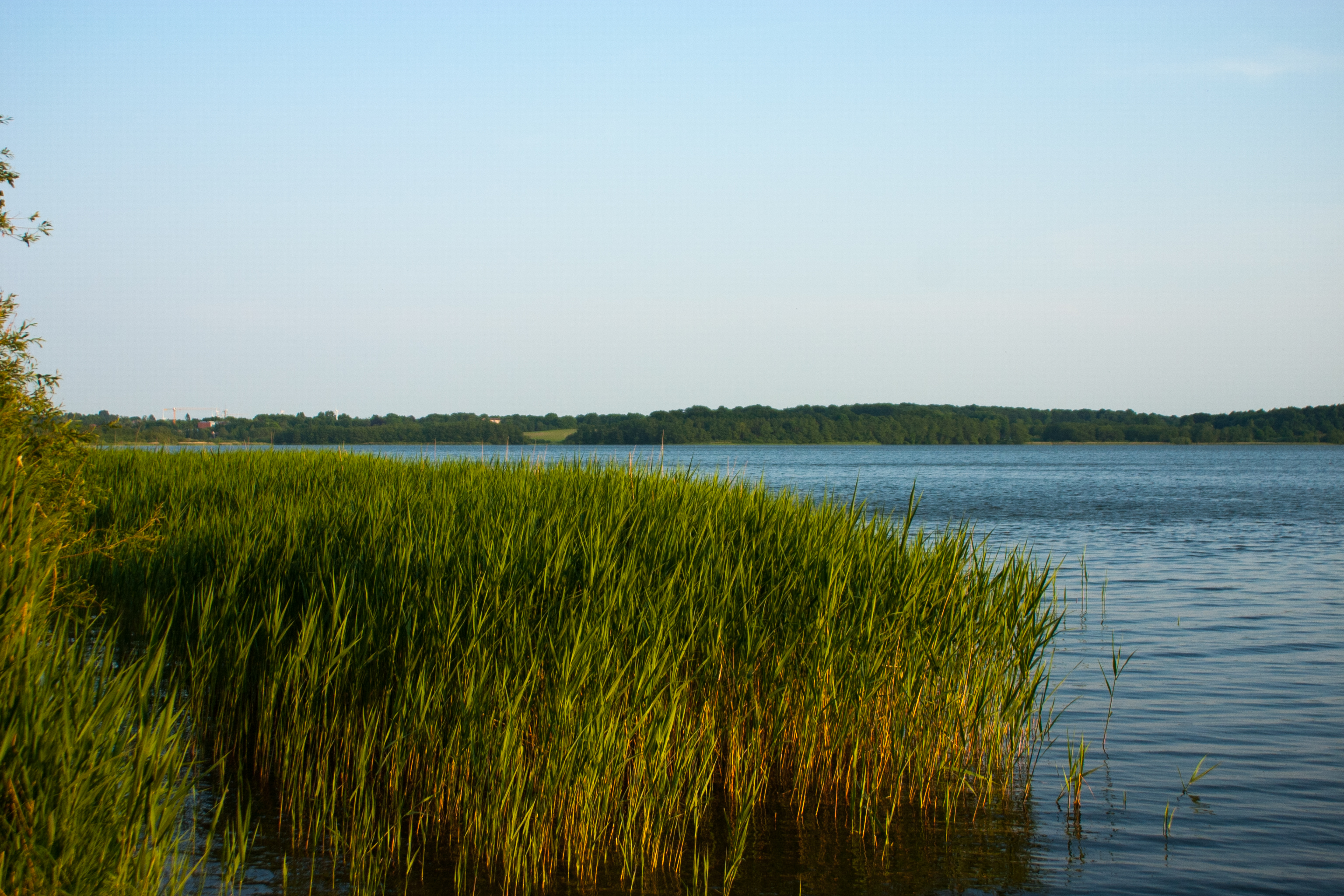
Schilfgürtel im Windebyer Noor

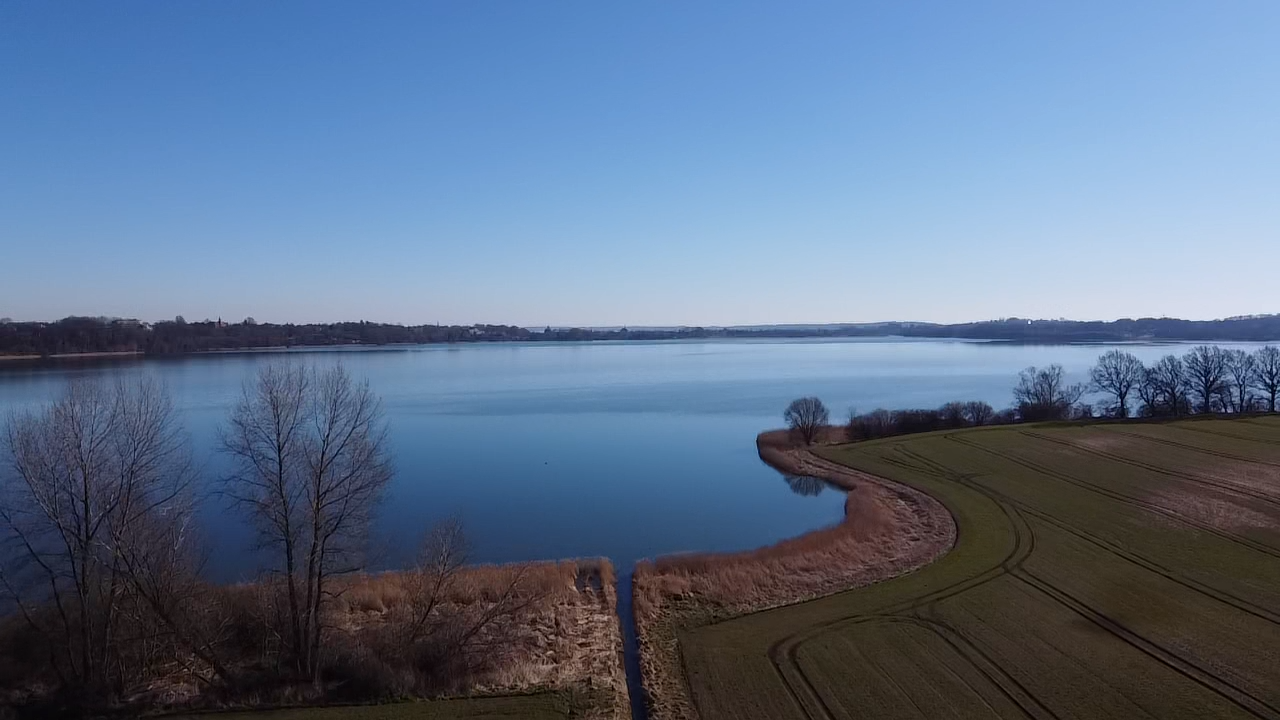
Windebyer Noor
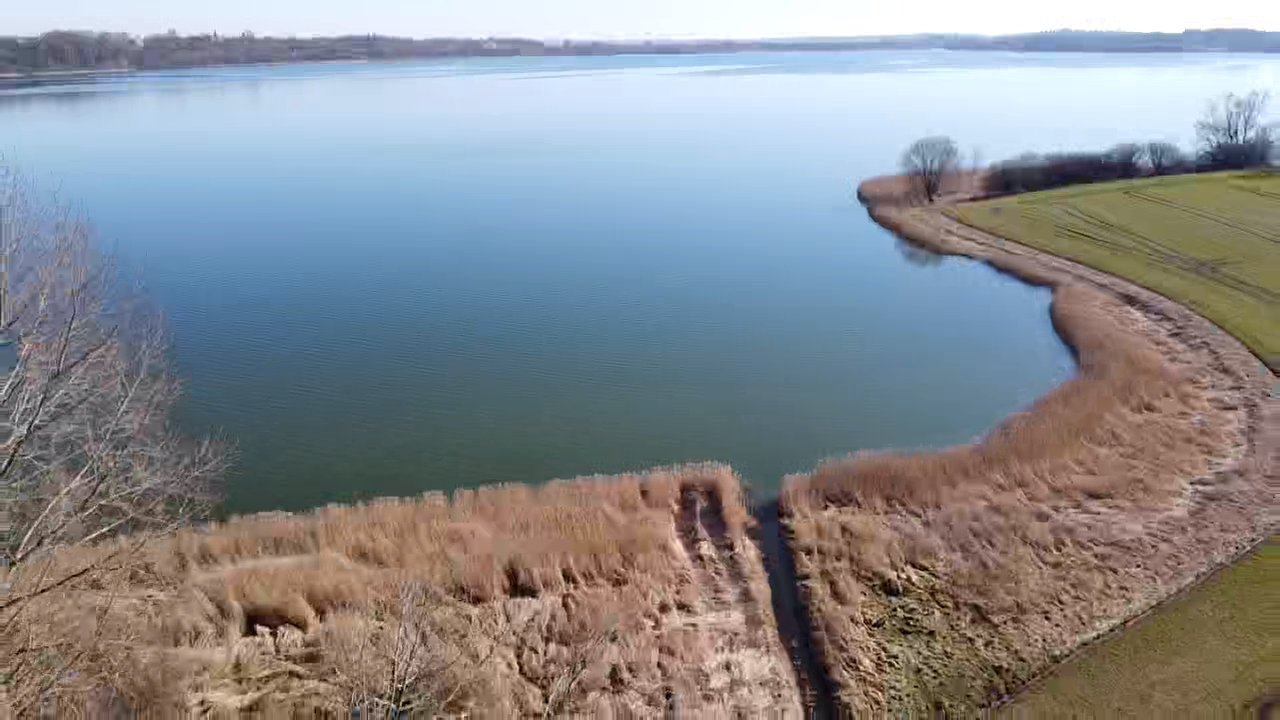
Windebyer Noor
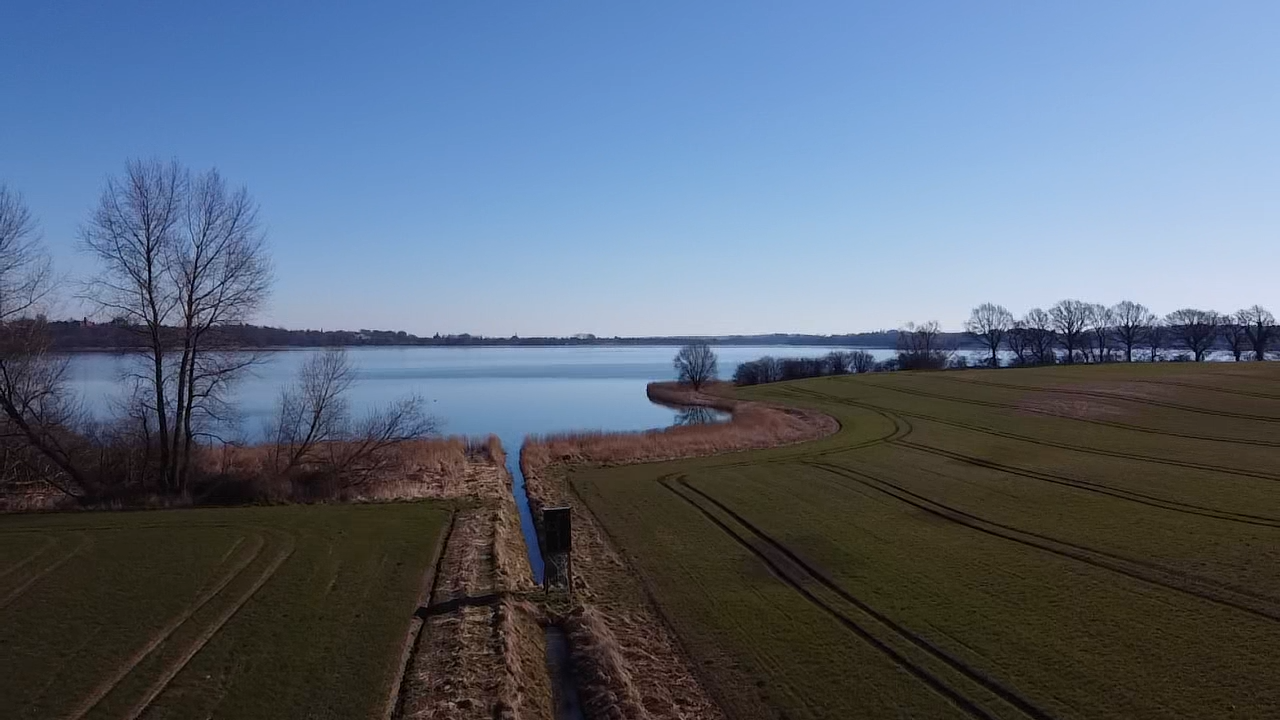
Windebyer Noor